# Puercoespín

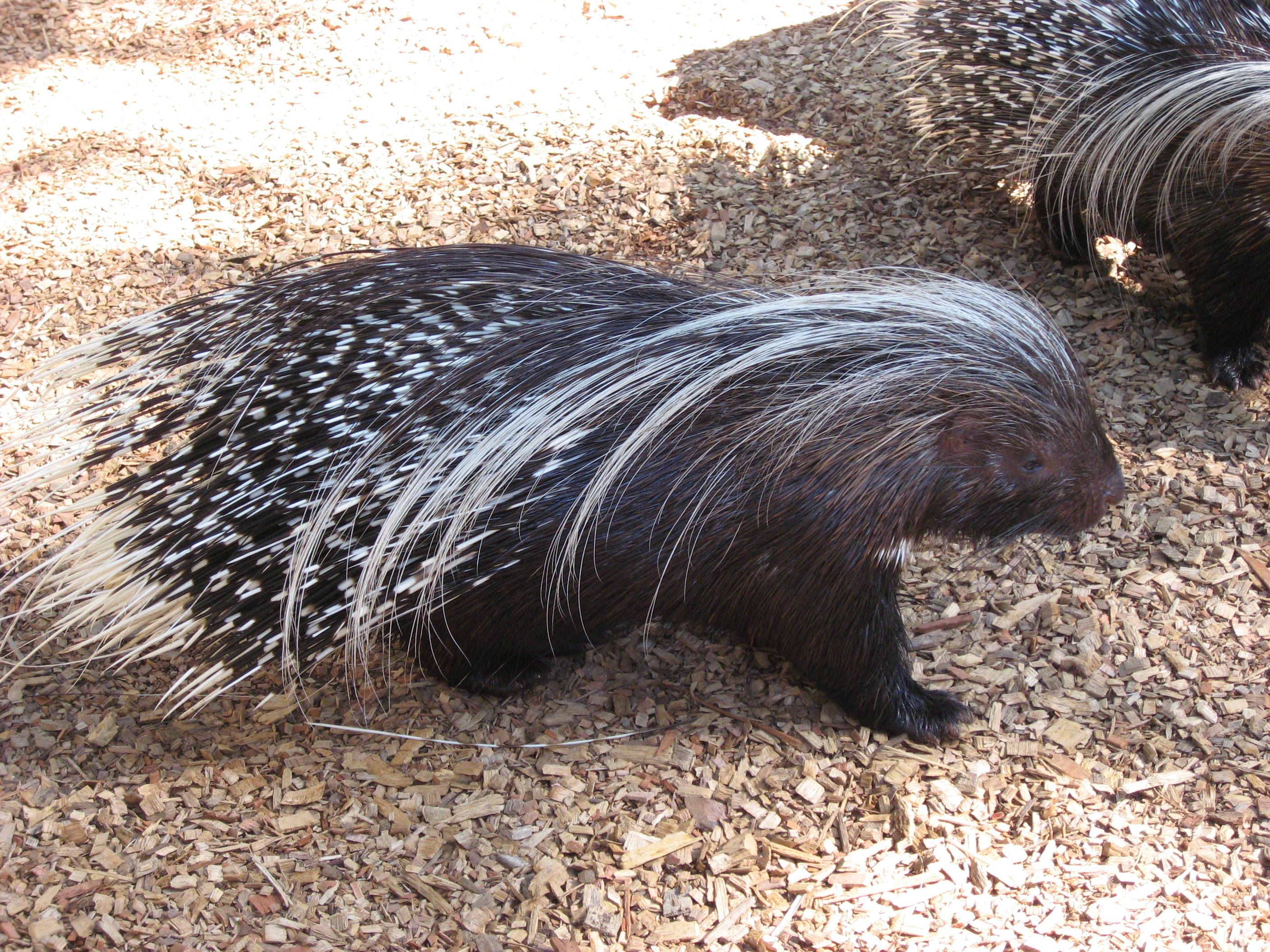
Puercoespín africano.

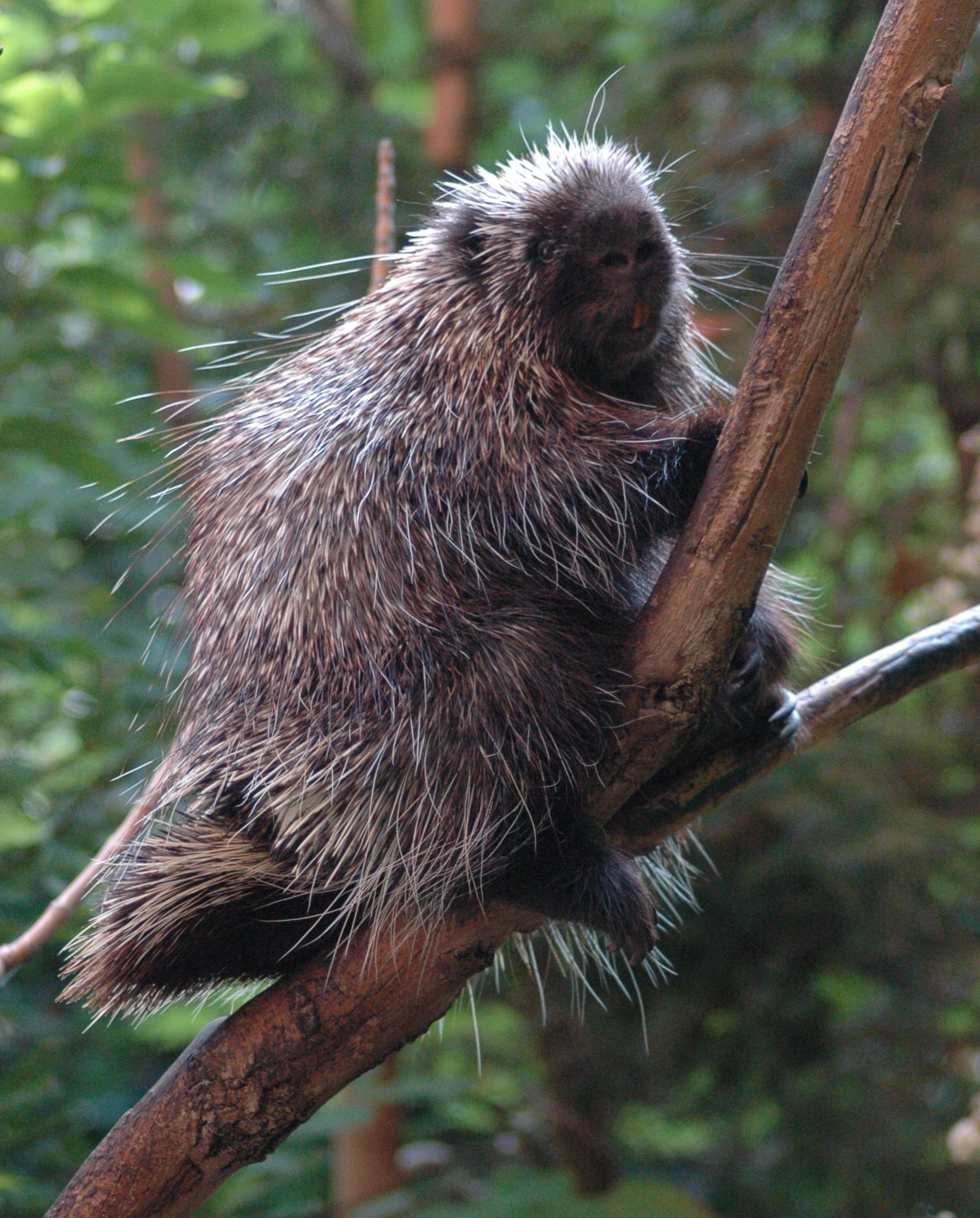
Puercoespín norteamericano.

Puercoespín es el nombre común que se designa de manera genérica a varias especies de mamíferos roedores del suborden de los histricomorfos. El término proviene de las características púas que cubren su piel y no tiene ningún significado taxonómico, ya que incluye géneros pertenecientes a dos familias distintas, Erethizontidae e Hystricidae, que no están especialmente relacionadas. A pesar de su nombre común, no tienen ningún parentesco con los cerdos (orden Artiodactyla).
No deben ser confundidos con los erizos ni con los equidnas, ya que éstos no son roedores.

## Clases de puercoespines
Las dos familias a las que pertenecen los puercoespines se corresponden con los dos tipos geográficos:

### Puercoespines del Viejo Mundo
Los puercoespines del Viejo Mundo (familia Hystricidae) son especies propias del sur de: Europa, África, India, Archipiélago Malayo hasta Borneo. Se conocen cuatro géneros: Atherurus, Hystrix, Thecurus y Trichys.
La especie más conocida es Hystrix cristata que mide unos 60 cm de largo y 25 de altura y puede llegar a pesar unos 15 kg. Vive en las regiones cálidas de Asia y África y penetra hasta Sicilia y el sur de Italia, siendo el único puercoespín europeo.

### Puercoespines del Nuevo Mundo
Los puercoespines del Nuevo Mundo (familia Erethizontidae) son los puercoespines propios de América. Se conocían por conformar cinco géneros (Coendou, Sphiggurus, Erethizon y Chaetomys). Sin embargo, tras un último estudio se sugiere que los géneros Echinoprocta y Sphiggurus son en realidad sinónimos de Coendou. 
El puercoespín norteamericano (Erethizon dorsatum) habita los bosques de Alaska, Canadá y el noroeste de los Estados Unidos. El puercoespín mexicano arborícola (Sphiggurus mexicanus) es propio de América Central y sur de México. El puercoespín arborícola (Coendou prehensilis) habita en los bosques desde México hasta Uruguay. El puercoespín de cola corta (Coendou rufescens) es una de las especies más raras de todas y habita en: Venezuela, Colombia, Ecuador, Perú y Bolivia.

## Púas
Las características púas que identifican a los puercoespines toman varias formas, según las especies, pero en todas son pelos modificados envueltos en un conducto grueso y transparente de queratina y están introducidas en la musculatura de la piel. Los puercoespines del Viejo Mundo (Hystricidae) tienen púas introducidas en racimos, mientras que en los del Nuevo Mundo (Erethizontidae) las púas individuales se intercalan con cerdas y pelo.
Las púas se pueden soltar por contacto con ellas, o salir despedidas cuando el puercoespín sacude su cuerpo, pero no pueden «dispararlas» contra posibles atacantes, como la creencia popular mantiene.
Cuando el puerco espín se siente amenazado por algún depredador, reacciona erizando las espinas. Además de esta postura amenazante, mueve el cuerpo con unos temblores que hacen entrechocar las púas, de modo que producen un sonido metálico muy característico que sirve de advertencia a los posibles atacantes. En ocasiones, las púas se rompen y al proyectarse se clavan en el intruso, produciendo dolorosas heridas que se infectan con mucha facilidad.
A diferencia del erizo, el puercoespín no se enrolla sobre sí mismo formando una bola, sino que le da la espalda a su atacante dirigiendo sus púas a él.
El puerco espín se caracteriza por ser un animal de costumbres nocturnas, de modo que pasa el día en el interior de una galería que excava y por las noches sale en busca de alimentos. Sin embargo, no es un animal que soporte las bajas temperaturas, por lo que en invierno permanece en su guarida incluso durante la noche.